# Oficina de Eficiencia Energética y Energía Renovable

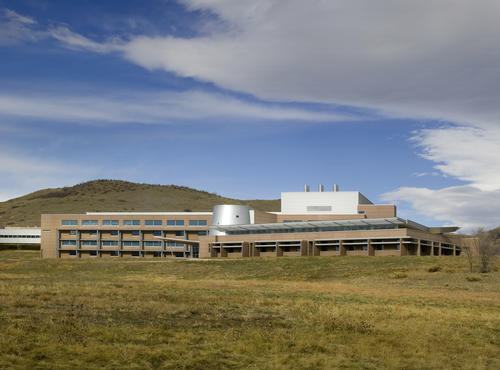
Laboratorio Nacional de Energías Renovables (Golden, Colorado)

La Oficina de Eficiencia Energética y Energía Renovable (en inglés Office of Energy Efficiency and Renewable Energy y abreviadamente EERE') es una oficina dentro del Departamento de Energía de Estados Unidos que invierte en investigación y desarrollo de alto riesgo y alto valor y el desarrollo en los ámbitos de las tecnologías de eficiencia energética y energías renovables. La Oficina de EERE está encabezada por el Subsecretario de Eficiencia Energética y Energía Renovable, que gestiona varias oficinas internas del EERE y diez programas que apoyan la investigación, el desarrollo y actividades de divulgación.

## Gestión y organización
La misión de la Oficina de Eficiencia Energética y la Energía Renovable, de acuerdo con la página web del Departamento de  Energía de Estados Unidos, consiste en fortalecer la seguridad energética de Estados Unidos, la calidad ambiental y la vitalidad económica de asociaciones público-privadas que mejoren la eficiencia energética y la productividad; proporcionar al Mercado tecnologías energéticas limpias, confiables y de bajo costo, y hacer una diferencia en las vidas cotidianas de los ciudadanos mediante la mejora de sus opciones de energía y su calidad de vida.
La Oficina de EERE está encabezada por el Subsecretario de Eficiencia Energética y Energías Renovables, que es nombrado por el presidente y confirmado por el Senado de los Estados Unidos. La Oficina gestiona diez programas principales, cada uno de los cuales es responsable de la investigación, el desarrollo y la divulgación en un campo particular de las energías renovables o la eficiencia energética.

### Subsecretaria
El secretario adjunto interino de la Eficiencia Energética y Energías Renovables es el Dr. Henry Kelly.

### Oficinas
EERE está dividido internamente en varias oficinas que se encargan de distintos aspectos de sus operaciones.
- Administración Comercial
- Comercialización y Despliegue
- Oficina de Golden Field
- Avance y Difusión de Tecnología
- Desarrollo Tecnológico

## Principales Programas
- Programa de Gestión de la Energía Federal[4]
- Programa de Tecnologías Geotermales[5][6]
- Programa de Tecnologías Industriales[7]
- Programa Intergubernamental y de Climatización[8] mediante cuatro programas distintos que utilizan todas las tecnologías de energía renovable y eficiencia energética del EERE:
- Incentivo para la Producción de Energía Renovable
- Programa Energético de Estado
- Programa Energético Tribal
- Programa de Asistencia a la Climatización
- Programa de Tecnologías de Hidroelectricidad y Viento[9]

### Programa de Tecnologías de Energía Solar
El Programa de Tecnologías de la Energía Solar tiene cuatro subprogramas: fotovoltaica, energía termosolar de concentración, transformación del Mercado e integración de sistemas.
El subprograma de Integración de Sistemas trabaja con la industria solar, eléctricas y laboratorios nacionales para  hacer frente a las barreras técnicas al desarrollo a larga escala de las tecnologías solares, específicamente a las estaciones centrales y distribuidas.

### Programa de Tecnologías de Vehículos
El Programa de Tecnologías de Vehículos trabaja con la industria para desarrollar tecnologías que puedan aumentar la eficiencia energética de los vehículos e investigar, desarrollar, demostrar, Probar, validar y comercializar y educar sobre vehículos que no utilicen combustibles.
Dentro de dicho programa, el Departamento de Energía ha anunciado hasta 4 millones de dólares para desarrollar cargadores inalámbricos para vehículos eléctricos.

## Actividades y eventos financiadoos por el EERE
La Oficina de patrocinadores EERE, en su totalidad o en parte, las actividades destinadas a la difusión pública y la participación en la eficiencia energética y tecnologías de energía renovable. Importantes eventos nacionales incluyen:
- Solar Decathlon
- EcoCAR[15]
- Ciudades Solares de América

## Pymes
Hay programas específicos para pequeñas empresas, como los de Small Business Innovation Research (SBIR) (Investigación Innovadora para Pequeñas Empresas)  y Small Business Technology Transfer (STTR) (Transferencia de Tecnología para Pequeñas Empresas).

## Laboratorios nacionales
La Oficina de EERE proporciona fondos a 12 laboratorios nacionales del Departamento de Energía de los EE. UU. para proyectos de energía renovable y la eficiencia energética: 
- Argonne National Laboratory
- Brookhaven National Laboratory
- Idaho National Laboratory
- Lawrence Berkeley National Laboratory
- Lawrence Livermore National Laboratory
- Los Alamos National Laboratory
- National Energy Technology Laboratory
- National Renewable Energy Laboratory
- Oak Ridge National Laboratory
- Pacific Northwest National Laboratory
- Sandia National Laboratories
- Savannah River National Laboratory